# Пролив Сенявина
Пролив Сеня́вина — пролив в северо-западной части Берингова моря, у берегов Чукотского полуострова, между островами Аракамчечен и Итыгран.
Назван Ф. П. Литке в честь русского адмирала Д. Н. Сенявина.

## Топография
В северном конце пролива, в нескольких километрах от мыса Неэгчан, в пролив впадает река Моричь. Южнее этой реки находится губа Пенкегней, окружённая высокими горами. К юго-западу от губы расположена бухта Адлера, южнее — губа Аболешева и Мыс Мертенса.
Ближайший населённый пункт — село Янракыннот.

## Гидрология
По проливу проходит течение арктических вод с севера. Пролив замерзает в декабре, при этом ледовый покров нередко разрушается штормами и разносится течениями. Каждой зимой характерно образование заприпайной полыньи. Вскрытие акватории случается в середине июня, полное освобождение от оставшегося льда может продолжаться до начала июля.
Средняя глубина пролива составляет 30-40 м. Приливы полусуточные, разница уровней моря в большую и малую воду достигает 1,5 м.
В месте впадения в акваторию пролива реки Ключевой расположен хлоридно-натриевый термальный источник — Сенявинский горячий ключ с температурой около +80 °C.

## Климат
Климат в районе пролива океанический, прохладный, при этом относительно мягкий. Годовая амплитуда температур не превышает 40 °C. Среднегодовая температура воздуха составляет −4,9 °C, минимальная температура составила −42 °C, максимальная +21 °C. Безморозный период длится 68 дней. Летом часто случаются штормы и туманы. Годовая сумма осадков составляет 530 мм. В зимний период часты пурги, устойчивый снежный покров сохраняется 248 дней в году.

## Фауна
В Сенявинском проливе высока концентрация гнездящихся морских птиц и трансконтинентальных мигрантов, здесь облюбовали место отдыха и нагула морские млекопитающие — белухи, серые киты, тихоокеанские моржи. Иногда встречаются косатки и гренландские киты.

## Зверобойный промысел
Акватория пролива традиционно используется местными эскимосами для промысла моржа, белухи, и в ограниченном объёме — китов. Охота на прибрежных моржовых лежбищах строго запрещена.

## Культурное наследие
В окрестностях пролива обнаружено более десятка археологических памятников древнеэскимосских культур, относящихся к разным эпохам — от древнеберингоморской (3-4 тыс. лет назад) до рецентной эскимосской (100—500 лет). Самый известный — святилище «Китовая аллея» на острове Иттыгран.
В проливе установлен памятник китобойной флотилии «Алеут».